# Йоганн Франц Гербек
Йогáнн Франц фон Гéрбек (нім. Johann Ritter von Herbeck; 25 грудня 1831, Відень — 28 жовтня 1877, там само) — австрійський диригент і композитор.

## Біографія
Йоганн Гербек народився в буржуазній сім'ї; в дитинстві був солістом у хорі монастиря Святого Хреста в Нижній Австрії; протягом двох років навчався композиції у Людвіґа Роттера у Відні, але систематичного музичної освіти не отримав; вивчав право у Віденському університеті.
У 1852—1854 роках Гербек служив регентом в церкві, з 1852 року був членом, а з 1856 року хормейстером Віденського чоловічого співочого союзу, з яким виконав кілька творів Франца Шуберта для чоловічого хору.
У 1859—1870 і в 1875—1877 роках співпрацював як диригент з віденським Товариством любителів музики (Gesellschaft der Musikfreunde). У 1865 році Ансельм Гюттенбреннер передав Гербеку автограф ніколи не виконуваної Незакінченої симфонії Франца Шуберта, яку Гербек в тому ж році виконав у концерті Товариства.
З 1866 року Гербек був придворним капельмейстером (керівником Придворної капели), з 1869 року також першим капельмейстером Віденської придворної опери. З 1870 року очолював дирекцію придворної опери, але 1875 року залишив цю посаду.
Протягом останніх двох років життя Гербек знову диригував, тільки цього разу в Товаристві любителів музики. За життя як композитор був маловідомий, доволі популярними були його твори для хору і чоловічих квартетів.

## Творчість
Гербеку належить ряд творів для церкви, в тому числі Велика меса Е-dur і меса для чоловічого хору; хорові його твори за життя автора були особливо популярними. Серед його творів також різна симфонічна музика і струнні квартети. Як композитор Гербек в наш час відомий мало, проте його Органна симфонія і Симфонічні варіації записані Гамбурзьким симфонічним оркестром.